# Manuel Cruz
Manuel Cruz Rodríguez (ur. 1 stycznia 1951 w Barcelonie) – hiszpański i kataloński filozof, nauczyciel akademicki oraz polityk, profesor Uniwersytetu Barcelońskiego, w 2019 przewodniczący Senatu.

## Życiorys
Ukończył filozofię na Uniwersytecie Barcelońskim (1974). Doktoryzował się w tej dziedzinie na tej samej uczelni (1979). Zawodowo związany z Uniwersytetem Barcelońskim, doszedł do stanowiska profesora filozofii współczesnej. W latach 1986–1993 był kierownikiem jednej z katedr. Gościnnie wykładał na uczelniach m.in. w Meksyku, Argentynie, Urugwaju i Włoszech. Członek rad konsultacyjnych i redakcyjnych różnych czasopism naukowych, a także regularny współpracownik gazet „El País” i „La Vanguardia”. Autor i współautor licznych publikacji książkowych.
Zaangażował się w działalność polityczną w ramach Partii Socjalistów Katalonii. W latach 2016–2019 sprawował mandat posła do Kongresu Deputowanych XII kadencji. W kwietniu 2019, listopadzie 2019 i 2023 wybierany do hiszpańskiego Senatu. Od maja do grudnia 2019 pełnił funkcję przewodniczącego tej izby.